# Макинск
Ма́кинск — город, административный центр Буландинского района Акмолинской области Казахстана (в 120 км от областного центра — Кокшетау). Код КАТО — 114020100.

## География
Макинск находится на расстоянии от ст. Ельтай — 40 км, Астана — 200 км, Курорт Боровое — 40 км и Кокшетау — 120 км. Через станцию проходит оживлённое товарно-пассажирское сообщение. Рядом с городом Макинск проходит автомагистраль А1 Астана — Щучинск и шоссе Кокшетау — Макинск — Астраханка.
Местность, на которой расположен Макинск, довольно живописна: ровная и лесистая, но по структуре это низина с заболоченной и глинистой почвой. Этим объясняется большая грязь весной и осенью.
Украшением города являются окружающие его леса (осина, берёза, сосна и др.), которые начинаются всего в 0,5 км, а в юго-восточной части (в районе мкр. Степгеология) и на юге (микрорайона Каменный Карьер) вливаются непосредственно в город.
Климат Макинска резко континентальный, с довольно жарким летом и суровой продолжительной зимой. Основные черты местного климата: суровая, с небольшим снежным покровом зима; очень короткая и ветреная весна; жаркое, но непродолжительное лето. Количество осадков незначительное — 300—350 мм в год. Для города в целом характерна интенсивная ветровая деятельность с преобладанием ветров южного направления. Самый холодный месяц — январь, самый тёплый — июль. В истории города самый холодный день был 20 января 1940 года — 49,5 градус; а самая высокая температура была зафиксирована 20 июля 1947 года + 41,5 градус.
Полезные ископаемые, имеющие промышленное значение, представлены только строительными материалами (камень, щебень, кирпичное сырьё, песок). Также имеются запасы гранита.

## История

### Основание
18 февраля 1927 года бюро Акмолинского губкома партии поручило плановой комиссии разработать вопрос о строительстве железнодорожной станции на перегоне от Щучинска до Алексеевки в 14 км от волостного села Макинского, а в ноябре 1929 года через станцию Макинка в Акмолинск пришёл первый поезд и вскоре открылось регулярное движение пассажирских поездов.
Населённый пункт Макинское Кокчетавского уезда был центром одноимённой волости. Во время Первой мировой войны из деревни (села) Макинска уходили на фронт.
Эвакуированный в Макинку в 1942 году из города Мичуринска механический завод им. Ленина в годы ВОВ на фронт и на нужды народного хозяйства поставил свыше 50 млн штук поршневых колец. Правительство высоко оценило труд заводчан. За организацию завода и выпуска продукции в 1943 году ему было вручено переходящее Красное знамя ЦК ВКП(б) и СНК СССР и первая премия, а в мае 1944 года переходящее Красное знамя ЦК КП Казахстана и СНК республики. Большая группа ИТР и рабочих завода награждены орденами и медалями СССР.
Указом Президиума Верховного Совета Казахской ССР от 18 мая 1945 года рабочий посёлок Макинка преобразован в город районного подчинения и ему присвоено наименование Макинск.
В связи с началом освоения целинных и залежных земель и в Макинске происходят большие изменения. 11 марта 1954 года в район прибыла первая группа целинников из Москвы. Всего Макинка приняла около 1 тыс. первоцелинников. Вместе с целинниками в разбуженную степь пришли геологи.

### Современность
По состоянию на 01.01.2017 г. в городе зарегистрировано 1624 субъектов малого предпринимательства. Численность занятых в сфере малого бизнеса составляет 3146 человек. Если в начале развития малого бизнеса в городе функционировали в основном торгово-закупочные предприятия, то сегодня открылись и работают субъекты малого предпринимательства в промышленности, строительстве, сельском хозяйстве.
В хозяйственном ведении ГКП на ПХВ «Макинск Жылу» находится 3 котельных производительностью 20,71 Гкал/час; 19,8 км тепловых сетей; 76,4 км водопроводных сетей, 2 водонапорных башни и 29,7 км сетей отвода сточных вод. Количество потребителей тепловой энергии — более 5 тыс. человек и 52 юридических лица. Количество потребителей, подключённых к централизованному водоснабжению около 7 тыс. человек.
На территории города располагается 5 детских садов, с количеством детей — 718. В городе функционирует 5 общеобразовательных учреждения. Контингент учащихся составляет — 2759. Работают 2 организации внешкольного воспитания — ДМШ, ДДТ, 1 учебно-производственный комбинат, 1 кабинет психолого-педагогической коррекции.

## Население
| Численность населения | Численность населения | Численность населения | Численность населения | Численность населения | Численность населения | Численность населения | Численность населения | Численность населения | Численность населения | Численность населения |
| 1959                  | 1970                  | 1979                  | 1989                  | 1991                  | 1999                  | 2004                  | 2005                  | 2006                  | 2007                  | 2008                  |
| --------------------- | --------------------- | --------------------- | --------------------- | --------------------- | --------------------- | --------------------- | --------------------- | --------------------- | --------------------- | --------------------- |
| 23 013                | ↘22 850               | ↘21 911               | ↗23 312               | ↘20 900               | ↘18 540               | ↘16 931               | ↗17 114               | ↗17 218               | ↗17 733               | ↗17 809               |
| 2009                  | 2010                  | 2011                  | 2012                  | 2013                  | 2014                  | 2015                  | 2016                  | 2017                  | 2018                  | 2019                  |
| ↘16 745               | ↗16 810               | ↘16 731               | ↗16 818               | ↗16 924               | ↗17 135               | ↗17 520               | ↗17 635               | ↗17 639               | ↗17 684               | ↗17 775               |
| 2020                  |                       |                       |                       |                       |                       |                       |                       |                       |                       |                       |
| ↘17 610               |                       |                       |                       |                       |                       |                       |                       |                       |                       |                       |

## Религия
Православные храмы
Макинск административно относится к Макинскому городскому благочинению Кокшетауской и Акмолинской епархии Казахстанского митрополичьего округа Русской православной церкви (МП).
Римско-католическая церковь
Католичество на территории города Макинск административно относится к Кокшетаускому деканату Архиепархии Пресвятой Девы Марии.
- РО «Римско-католический приход Святого Иосифа»

## Промышленность
Одним из традиционных производств Макинска является зерновое:
- ТОО «Макинский элеватор». Ёмкость зернохранилища 89 тыс. тонн;
- ТОО «ХПП Арна». Ёмкость зернохранилища 30 тыс. тонн;
- ТОО «Буланды Астык». Ёмкость зернохранилища 30 тыс. тонн. Есть мельничный комплекс производительностью 100 тонн муки в сутки;
- ТОО «Аскоп»;
- ТОО «Ацарат»;
- ТОО «БАТ».

В Макинске присутствует крупное машиностроительное производство комплектующих для целого ряда отраслей экономики Казахстана, в том числе завод запасных частей для автомобилей и тракторов. Производится сельскохозяйственный инвентарь. Значительный потенциал сельского хозяйства способствует развитию пищевой промышленности. Наличие месторождений полезных ископаемых (каменно-щебеночный карьер) обуславливает развитие производства строительных материалов.
- ТОО «Макинский литейно-механический завод». Образован в 2002 году на базе УПТОК степного ПГО Министерства геологии СССР (основано в 1956 году), специализированного на выпуске запасных частей для машин и механизмов, используемых в производстве буровых и горных разведывательных работ. Основные виды продукции: запасные части для железнодорожного подвижного состава и сельскохозяйственной техники[10].
- ТОО «Макинская птицефабрика». Строительство птицефабрики началось в 2015 году. Ввод в эксплуатацию первой очереди птицефабрики произошёл 28 сентября 2018 года, на центральной площади города сотрудники компании приготовили самый длинный шашлык в мире длиной 223 метра 60 см, который вошёл в книгу рекордов Гиннесса. Планируется, что фабрика будет выпускать 60 000 тонн мясной продукции в год и станет самым крупным птицеводческим предприятием на территории Республики Казахстан. Здесь будет реализован законченный технологический цикл, от выращивания родительского стада, до выпуска продукции переработки мяса птицы. В рамках проекта будет открыто порядка 700 новых рабочих мест[11]. В 2023 году планируется запустить третью очередь проекта, после чего мощность предприятия увеличится до 100 тыс. тонн мяса птицы в год. В состав птицефабрики входит Макинский цех по производству кормов. Входит в группу компаний «Aitas KZ».
- ТОО «Макинский завод теплоизоляции» (МЗТИ). В 2019 году в Макинске запустилось крупнейшее в Казахстане предприятие по производству теплоизоляционных материалов на основе базальтовых пород мощностью 34 000 тонн в год с торговой маркой «MakWool». Проект реализуется "ТОО «МЗТИ» при поддержке фонда прямых инвестиций АО Baiterek Venture Fund. bvfund.kz. Дата обращения: 8 декабря 2021., дочернего фонда АО «Казына Капитал Менеджмент». Стоимость проекта составила 6,77 млрд тенге. На заводе установлено оборудование итальянской компании Gamma Meccanica.
- ТОО «Макинский каменный карьер». Разработка гравийных и песчаных карьеров.
- ТОО «Макинский завод строительных материалов» занимается изготовлением пеноблоков и шлакоблоков.
- ТОО «Строительная корпорация Сарыарка».
- АО «Вокзал-Сервис» — услуги ж/д перевозки
- ТОО «Bulandy Gazo Beton» выпускает газобетонные блоки — лёгкий, с минимальным коэффициентом теплопроводности, довольно прочный строительный материал[12].

## СМИ
- Телеканал «KÓKSHE»
- Телеканал Первый канал «Евразия»
- Телеканал «Qazaqstan»
- Телеканал «Хабар 24»
- Телеканал «Хабар»
- Радио «Радио NS»
- Районная общественно-политическая газета «Вести Буланды»
- Областная общественно-политическая газета «Акмолинская правда»
- Связь: Altel, Kcell, Beeline (Казахстан), Activ, Tele2 (Казахстан).

## Общественный транспорт города
- 1 маршрут. Мкр. «Каменный карьер» — ДЭУ (с 7:45 до 19:45 каждые 30 минут).
- 2 маршрут. Райавтодор — ДЭУ (с 8:00 до 19:00 каждые 30 минут).
- 3 маршрут. Вокзал — СШ5 — ЦРБ (с 7:45 до 18:45 каждые 30 минут).

## Известные макинцы
- Иван Куприянович Скуридин (1914—1944) — старший сержант, Герой Советского Союза (1944);
- Михаил Васильевич Яглинский (22 сентября 1922 года — 28 декабря 1978 года) — участник Великой Отечественной войны, командир взвода 110-й отдельной разведроты 158-й стрелковой дивизии 4-й ударной армии 1-го Прибалтийского фронта, Герой Советского Союза;
- Иван Фёдорович Омигов (1923—1966) — подполковник Советской армии, участник Великой Отечественной войны, Герой Советского Союза (1945).
- Чиндарев, Тимофей Михайлович (1908 — 19 апреля 1945) — гвардии старшина, участник Великой Отечественной войны. Командир отделения автоматчиков 120 Гвардейского стрелкового полка, 39 Гвардейской стрелковой, Барвенковской, 2 Краснознаменной орденов Ленина, Суворова и Б.Хмельницкого дивизии. Герой Советского Союза.
- Абишева Алтын Байдеровна (23 января 1947 — 4 октября 2004) — первая женщина в Республике Казахстан, ставшая доктором медицинских наук, профессор Карагандинского медицинского института. В Макинске есть улица А. Абишевой.
- Инна Юрьевна Шешкиль (в браке — Иванова; 20 июня 1971) — советская, казахстанская и белорусская биатлонистка, серебряный призёр чемпионата мира (1992), участница Олимпийских игр (1994, 1998) и Кубка мира. Заслуженный мастер спорта Республики Казахстан.